# ميخائيل إل. براون
ميخائيل إل. براون (بالإنجليزية: Michael L. Brown)‏ هو مقدم برامج إذاعية أمريكي، ولد في 16 مارس 1955 في نيويورك في الولايات المتحدة.

## وصلات خارجية
- ميخائيل إل. براون على موقع ديسكوغز (الإنجليزية)